# Nuoto ai Giochi della XXV Olimpiade - Staffetta 4x200 metri stile libero maschile
Hanno partecipato alle batterie di qualificazione 18 nazioni: le prime 8 si sono qualificate per la finale.

## Finale
27 luglio 1992
| Posizione | Atleti | Paese             | Tempo      |
| --------- | ------ | ----------------- | ---------- |
|           |        | Squadra Unificata | 7:11.95 RM |
|           |        | Svezia            | 7:15.51    |
|           |        | Stati Uniti       | 7:16.23    |
| 4         |        | Germania          | 7:16.58    |
| 5         |        | Italia            | 7:18.10    |
| 6         |        | Regno Unito       | 7:22.57    |
| 7         |        | Brasile           | 7:24.03    |
| 8         |        | Australia         | SQ         |

## Non qualificate
| Posizione | Atleta | Paese               | Tempo   |
| --------- | ------ | ------------------- | ------- |
| 9         |        | Canada              | 7:25.61 |
| 10        |        | Francia             | 7:26.22 |
| 11        |        | Nuova Zelanda       | 7:26.36 |
| 12        |        | Finlandia           | 7:28.71 |
| 13        |        | Polonia             | 7:29.59 |
| 14        |        | Norvegia            | 7:31.35 |
| 15        |        | Porto Rico          | 7:35.63 |
| 16        |        | Hong Kong           | 7:54.30 |
| 17        |        | Guatemala           | 8:07.30 |
| 18        |        | Emirati Arabi Uniti | 8:39.72 |